# Axel Limnell
Axel Emanuel Limnell, född 1792, död 17 maj 1830 i Stockholm, var en svensk yrkesmålare och tecknare.
Han var gift med Gustava Sophia Rundqvist. Limnell sökte tjänsten som ritmästare vid Åbo akademie men fick inte den tjänsten. Han medverkade ett flertal gånger i Konstakademiens utställningar i Stockholm 1809-1822 och i Götiska förbundets utställning 1818. Limnell är representerad vid Nationalmuseum med två teckningar. Enligt några äldre uppslagsböcker förekommer uppgiften att han skulle vara son till Emanuel Limnell vilket är felaktigt.